# 正线
正线，也称主线或本线（英語：Mainline），相对应的概念为支线或副线，指与鐵路軌道连接区间并且贯穿或伸入车站的线路。一般而言正线多为直股，但其确定依据主要还是靠人为设定和历史传统，因而从道岔引出的侧向股道也有可能是正线；如京广铁路长阳村线路所上行道岔侧向线路（连接丰台站）被定为正线，而道岔直向线路被定为联络线（连接北京西站）。中国铁路的车站内，正线的编号用罗马数字标示。

## 辨析
正线是属于车站管内的线路。列车从区间进入正线通过或停车，必须越过进站信号机，必须得到车站值班员的允许。因此，正线对应的英文表示应为running line或through route。而干线对应于英文的mainline，干线是与支线相对的概念。正线是与站线、段管线、岔线、安全线及避难线等相对的概念。站线是在车站管内到发线、货物线、调车线、牵出线、及站内的指定用途的其他线（机走线、机待线、车辆站修线、驼峰迂回线、驼峰禁溜车停留线、加冰线等等）。